# Chavigny (Aisne)
Chavigny és un municipi francès situat al departament de l'Aisne i a la regió dels Alts de França. L'any 2007 tenia 154 habitants.

## Demografia

### Població
El 2007 la població de fet de Chavigny era de 154 persones. Hi havia 56 famílies de les quals 12 eren unipersonals (8 homes vivint sols i 4 dones vivint soles), 20 parelles sense fills, 20 parelles amb fills i 4 famílies monoparentals amb fills.
La població ha evolucionat segons el següent gràfic:
Habitants censats

### Habitatges
El 2007 hi havia 65 habitatges, 56 eren l'habitatge principal de la família, 6 eren segones residències i 3 estaven desocupats. 64 eren cases i 1 era un apartament. Dels 56 habitatges principals, 49 estaven ocupats pels seus propietaris, 6 estaven llogats i ocupats pels llogaters i 1 estava cedit a títol gratuït; 2 tenien dues cambres, 4 en tenien tres, 14 en tenien quatre i 36 en tenien cinc o més. 38 habitatges disposaven pel capbaix d'una plaça de pàrquing. A 19 habitatges hi havia un automòbil i a 35 n'hi havia dos o més.

### Piràmide de població
La piràmide de població per edats i sexe el 2009 era:
| Homes | Edats   | Dones |
| ----- | ------- | ----- |
| 0     | 95 o +  | 0     |
| 0     | 90 a 94 | 0     |
| 0     | 85 a 89 | 0     |
| 0     | 80 a 84 | 0     |
| 0     | 75 a 79 | 4     |
| 0     | 70 a 74 | 4     |
| 4     | 65 a 69 | 0     |
| 4     | 60 a 64 | 8     |
| 4     | 55 a 59 | 8     |
| 0     | 50 a 54 | 4     |
| 4     | 45 a 49 | 4     |
| 4     | 40 a 44 | 4     |
| 12    | 35 a 39 | 16    |
| 8     | 30 a 34 | 0     |
| 0     | 25 a 29 | 4     |
| 16    | 20 a 24 | 0     |
| 8     | 15 a 19 | 0     |
| 12    | 10 a 14 | 16    |
| 4     | 5 a 9   | 4     |
| 0     | 0 a 4   | 4     |

## Economia
El 2007 la població en edat de treballar era de 104 persones, 72 eren actives i 32 eren inactives. De les 72 persones actives 66 estaven ocupades (43 homes i 23 dones) i 6 estaven aturades (4 homes i 2 dones). De les 32 persones inactives 10 estaven jubilades, 7 estaven estudiant i 15 estaven classificades com a «altres inactius».

### Ingressos
El 2009 a Chavigny hi havia 55 unitats fiscals que integraven 152 persones, la mediana anual d'ingressos fiscals per persona era de 16.718 €.

### Activitats econòmiques
L'únic establiment que hi havia el 2007 era d'una empresa de serveis.
L'any 2000 a Chavigny hi havia 5 explotacions agrícoles que ocupaven un total de 475 hectàrees.

## Poblacions més properes
El següent diagrama mostra les poblacions més properes.